# 希爾德布蘭 (北卡羅萊納州)
希爾德布蘭（英語：Hildebran）是一個位於美國北卡羅萊納州伯克縣的城鎮。

## 人口
根據2020年美國人口普查的數據，希爾德布蘭的面積為7.33平方千米，皆為陸地。當地共有人口1679人，而人口密度為每平方千米229人。